# Klingertjärnen (Frostvikens socken, Jämtland, 716211-147266)
Klingertjärnen är en sjö i Strömsunds kommun i Jämtland och ingår i Ångermanälvens huvudavrinningsområde. Sjön har en area på 0,0667 kvadratkilometer och ligger 527 meter över havet.

## Delavrinningsområde
Klingertjärnen ingår i det delavrinningsområde (716192-147097) som SMHI kallar för Mynnar i Nåsjön. Medelhöjden är 529 meter över havet och ytan är 4,92 kvadratkilometer. Räknas de 3 avrinningsområdena uppströms in blir den ackumulerade arean 12,43 kvadratkilometer. Vattendraget som avvattnar avrinningsområdet har biflödesordning 5, vilket innebär att vattnet flödar genom totalt 5 vattendrag innan det når havet efter 267 kilometer. Avrinningsområdet består mestadels av skog (88 procent). Avrinningsområdet har 0,23 kvadratkilometer vattenytor vilket ger det en sjöprocent på 4,6 procent.